# Фотоносії
Фотоносії (англ. photocarrier, рос. фотоносители) — у фотохімії — нерівноважні вільні електрони чи вільні дірки, згенеровані в твердому тілі при поглинанні світла, що займають енергетичні рівні в зоні провідності та у валентній зоні, відповідно. Часто розглядаються як квазіхімічні інтермедіати, що беруть участь у фотокаталітичних реакціях.